# Flisbrekka
Flisbrekka (norwegisch für Splitterhang) ist ein 6 km langer Gletscherhang im ostantarktischen Königin-Maud-Land. In der Heimefrontfjella liegt er zwischen der Flisegga und dem Cottontoppen in der Tottanfjella.
Wissenschaftler des Norwegischen Polarinstituts benannten ihn 1987.